# Harfa birmańska (film 1985)
Harfa birmańska (jap. ビルマの竪琴 Biruma-no tategoto) – japoński film wojenny z 1985 r. w reżyserii Kona Ichikawy, na podstawie opowiadania Michio Takeyamy pod tym samym tytułem. Remake filmu z 1956 pod tym samym tytułem. 

## Fabuła
Film jest dokładnym odwzorowaniem swojego głośnego pierwowzoru z 1956 roku, nakręconym przez tego samego reżysera w 30 lat po jego premierze. 

## Obsada
- Kohji Ishizaka – kpt. Inoue
- Kiichi Nakai – szer. Mizushima
- Takuzo Kawatani – sierż. Ito
- Atsushi Watanabe – szer. Kobayashi
- Nenji kobayashi – szer. Okada
- Hirokazu Inoue – szer. Baba
- Jun Hamamura – sołtys
- Tanie Kitabayashi – stara handlarka